# Luke Combs
Luke Albert Combs (Charlotte, Carolina del Nord - 2 de març de 1990) és un cantant i compositor estatunidenc de música country. Nascut i criat a Carolina del Nord, Combs va començar a actuar de petit amb prou èxit, fins al punt de tocar al mateix Carnegie Hall de Nova York. Després d'abandonar la universitat per continuar la carrera musical, es va traslladar a Nashville, Tennessee, on va publicar el seu EP de debut titulat The Way She Rides, l'any 2014.
El 2017, Luke Combs va publicar el seu primer àlbum, titulat This One's for You, que va arribar a la quarta posició de la llista d'èxits musicals Billboard 200. Combs publicà el seu segon àlbum, titulat What You See Is What You Get, el 8 de novembre de 2019. En aquest cas, l'àlbum va encapçalar les llistes en diversos estats dels EUA. El 23 d'octubre del 2020, Luke Comb va publicar una versió de luxe de l'àlbum, inclosa la cançó titulada Forever after all.
La seva obra ha guanyat dues nominacions als Premis Grammy, a més de dos iHeart Radio Music Awards, quatre Academy of Country Music Awards i sis Country Music Association Awards, inclòs el premi a l'Entertainer of the Year del 2021, reconegut com el seu màxim honor.

## Infància i formació
Luke Combs va néixer a Charlotte (Carolina del Nord) com a fill únic de Rhonda i Chester Combs. Es va traslladar a Asheville, Carolina del Nord, als 8 anys Allí va començar a actuar com a cantant mentre encara era un nen. A l'escola secundària, Combs jugava al futbol i també li agradava actuar amb diversos grups vocals. Durant aquesta etapa va arribar a fer un solo al Carnegie Hall, de Manhattan, Nova York. Més endavant va assistir a l'Appalachian State University on va treballar com a vigilant en un bar, fet que li va permetre actuar i agafar experiència musical a l'escenari d'aquest mateix establiment. Va fer el seu primer espectacle de música country al Parthenon Cafe de Boone, Carolina del Nord . Quan faltava menys d'un mes pel seu darrer any de carrera, va abandonar la universitat per seguir prosperant a en el món de la música country. Amb aquest objectiu es va traslladar a Nashville, Tennessee.

## Música
Al febrer de l'any 2014 Luke Combs publicà el seu EP de debut, The Way She Rides. Aquell mateix any publicà el seu segon EP, titulat Can I Get an Outlaw. El 2016, el seu primer àlbum, titulat Hurricane, va vendre 15.000 còpies en la primera setmana i es va situar al número 46 de la llista Billboard Hot Country Songs. El novembre de 2015, Luke Combs publicà el seu tercer EP, titulat This One's for You. A finals de l'any següent, ja va ser considerat un dels artistes Sounds Like Nashville de l'any que calia escoltar.
Combs va signar un acord amb Sony Music Nashville i el primer senzill de This One's for You ", de l'àlbum Hurrican, va ser reeditat per la discogràfica Columbia Nashville. Aquesta cançó va assolir el cim de la llista nacional d'emissió de ràdio el 15 de maig del 2017, mantenint aquest lloc durant dues setmanes.
El juny de 2017, Luke Combs publicà el seu primer àlbum amb un segell discogràfic important, també titulat This One's for You. En aquest cas va ocupar el número u dels Top Country Albums de Billboard i el cinquè del Billboard 200 dels EUA durant la seva primera setmana. El segon senzill de l'àlbum, tiulat When It Rains It Pours, va ser emès a la ràdio el 19 de juny de 2017 i va arribar al capdamunt de la llista Country Airplay al mateix octubre. El tercer senzill de l'àlbum, One Number Away, es va difondre a les ràdios un 8 de gener de 2018. El juny de 2018 Combs publicà una versió de luxe de l'album titulada This One's for You Too, amb cinc cançons addicionals, incloses dues (She Got the Best of Me i Beautiful Crazy), que es van publicar com a senzills i totes dues van arribar al número u. Beautiful Crazy va assolir el número u a Country Airplay el febrer de 2019, donant a Luke Combs cinc números u a la llista de country de Billboard amb els seus primers cinc senzills. La cançó va assolir el número u en tres llistes de country addicionals: Hot Country Songs, Country Streaming Songs i Country Digital Song Sales.
L'11 de juny del 2019, Combs fou convidat a convertir-se en el membre més nou del programa de ràdio Grand Ole Opry.
L'agost de 2019, el seu àlbum This One's for You va passar la seva setmana 44 al número u de Top Country Albums, batent el rècord del regnat més llarg a la part superior d'aquesta llista per a un artista masculí
El seu segon àlbum, titulat What You See Is What You Get, es va publicar el 8 de novembre de 2019. Els singles titulats Beer Never Broke My Heart, Even Though I'm Leaving, Does to Me (un duet amb Eric Church) i Lovin' on You van assolir el número u a la llista Hot Country Songs de Billboard per separat.
El juny de 2020, Combs va confirmar que el seu següent senzill seria Lovin' on You, que es va publicar tant al seu segon disc com a l'EP The Prequel, que va precedir el disc.
Luke Combs publicà una versió de luxe de l'àlbum What You See Is What You Get el 23 d'octubre de 2020, titulat What You See Ain't Always What You Get, amb cinc cançons noves. El tema Forever After All va batre rècords de reproduccions a l'apartat de música country d'Apple Music i d'Spotify.

## Vida personal
A principis de 2016, Luke Combs va començar a sortir amb Nicole Hocking i es van comprometre en matrimoni el novembre del 2018. La parella es va casar a Florida l'1 d'agost del 2020. El 20 de gener del 2022, Combs i Hocking van anunciar que esperaven el seu primer fill junts, un nen, a la primavera del 2022. El seu fill va néixer el 19 de juny del 2022.
Combs ha explicat que sempre ha patit d'ansietat i, principalment, de trastorn obsessivocompulsiu, sobretot quan era adolescent i durant els seus anys universitaris. Malgrat que ha après a controlar millor la malaltia, sovint ha confessat que encara lluita amb moments de pensaments obsessius de tant en tant.

## Gires
Pròpies
- Gira Don't Tempt Me with a Good Time (2017-18)
- Gira Beer Never Broke My Heart (2019)
- Gira What You See Is What You Get (2020-21)

Com a acompanyant
- Gira The Devil Don't Sleep (2017) amb Brantley Gilbert
- Gira High Noon Neon (2018) amb Jason Aldean
- Gira Here On Earth (2020) amb Tim McGraw

## Discografia
- This One's for You (2017)
- What You See Is What You Get (2019)
- Growin' Up (2022)
- Gettin' Old (2023)